# جوان الثالثة، كونتيسة بورغندي
جوان الثالثة (بالفرنسية: Jeanne de France)‏ أو المعروفة بـ جوان من فرنسا (2/1 مايو 1308 - 15/10 أغسطس 1347) هي كونتيسة بورغندي وأرتوا (1349-1330) وأيضا هي دوقة بورغندي القرينة بزواجها من أودو الرابع، هي الأبنة الكبرى لـ فيليب الخامس "الطويل" ملك فرنسا وجوان الثانية، كونتيسة بورغندي.

## حياتها
تزوجت في 1318 من أودو الرابع، دوق بورغندي كتسوية في شأن الخلافة الفرنسية، بحيث دعم أودو إدعياءات أبنة شقيقته مارغريت «جوان» على العرش ضد والده فيليب، وهكذا أصبحت جوان دوقة بورغندي، وفي 1330 أصبحت كونتيسة بورغندي وأرتوا بعد وفاة والدته.
استطعت جوان إنجاب لـ أودو ستة أطفال؛ كلهم توفوا صغار أو الجنين ميت، ماعدا فيليب، كونت أوفرن، ومع ذلك فيليب توفي قبلها، مما مرت كونتية إلى حفيدها فيليب الأول، دوق بورغندي بعد وفاتها.